# Relatív többségi szabály

Példa a relatív többségi szavazásban használt szavazólapra. "Egy opcióra szavazhat"

A relatív többségi szabály olyan választási rendszerek jellemzője, amelyben az(oka)t a jelölte(ke)t választják meg, akik több szavazatot kapnak, mint többi jelölt. Az egymandátumos választókerületekben használt verziója relatív többségi szavazás néven ismert, ebben az esetben a választásnak kerületenként egy győztese van minden választónak egy szavazata van. Többgyőzteses választási rendszerek közül a relatív többségi szabályt használja többek között a pártlistás blokkszavazás és a blokkszavazás, amelyekben szintén "a győztes párt mindent visz" egy többmandátumos választókerületben.
A rendszert még mindig a világ néhány országában használják törvényhozó gyűlés tagjainak vagy végrehajtó tisztségviselők megválasztására. Használják a legtöbb választáson az Egyesült Államokban, az indiai alsóházban (Lok Sabha) Indiában, a brit alsóházi választásokon és az angol helyi választásokon az Egyesült Királyságban. A kétfordulós szavazási rendszerek második fordulója gyakran relatív többségi szabály szerint működik, például Franciaországban, mivel a második fordulóban csak két jelölt jut tovább, ez általában az abszolút többségi szabálynak is megfelel.
Az abszolút többségi szabály alatt egy jelöltnek valamilyen formában a szavazatok legalább felét meg kell szereznie, ha minden szavazónak csak egy szavazata van ez azt is jelenti, hogy többet, mint minden jelölt együttvéve. Ha több mandátumot kell kiosztani és több jelölt is megszerezte a szavazatok több, mint felét, ezek közül a jelöltek közül a korlátozott számú mandátumokat az abszolút többégi rendszerek is rendszerint relatív többségi szabály alapján osztják ki.

## Hátrányok

### Taktikai szavazás
A relatív többségi választási rendszerek más rendszerekhez sokkal nagyobb mértékben ösztönöznek taktikai szavazásra. Egy szavazási stratégia a „kompromisszum”, ami azért releváns, mert a választókra nyomás nehezedik, hogy a két nagy valószínűséggel nyerő jelölt egyikére szavazzanak, még akkor is, ha egyikük sem a választó igazi preferenciája.
A nehézséget olykor szélsőséges formában így is megfogalmazzák: „Minden szavazat, ami nem a második helyezettre megy, lényegében a győztesre leadott szavazat”. Ennek az az oka, hogy a szavazók más jelöltekre szavazva megtagadták ezeket a szavazatokat a második helyezett jelölttől, aki akár nyerhet is, ha megkapja azokat. Az Egyesült Államok demokratái gyakran állítják, hogy Al Gore demokrata azért vesztette el a 2000-es elnökválasztást a republikánus George W. Bush ellen, mert néhány baloldali szavazó a Zöld Párthoz tartózó Ralph Naderre szavazott, pedig a 45%-uk az exit poll-ok szerint jobban szerettát volna Gore-ot Bush helyett, míg 27% fordítva, a többiek pedig nem szavaztak volna ha Nader nem lett volna opció.
Más egygyőzteses választási rendszerek támogatói azzal érvelnek, hogy javaslataik csökkentenék a taktikai szavazás szükségességét és csökkentenék a spoiler hatást . Ezek közé tartozik az általánosan használt kétfordulós szavazás és az azonnali többfordulós szavazás, valamint a kevésbé tesztelt rendszerek, például az elfogadó szavazás, a pontozásos szavazás és a Condorcet-módszerek .

### Kevesebb politikai párt

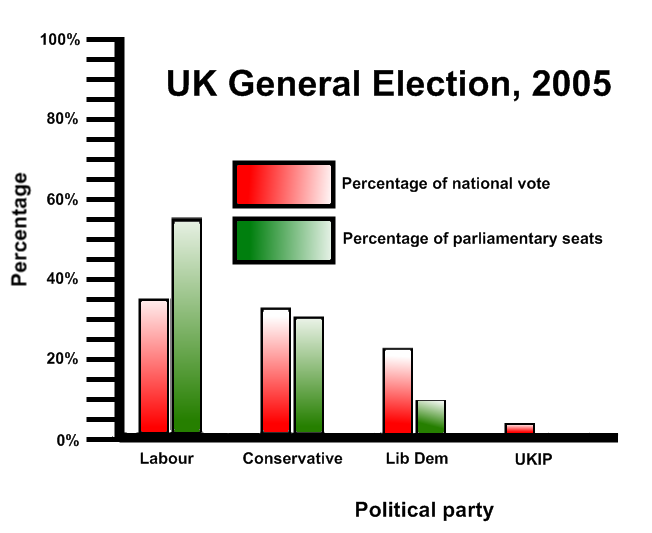
Egy grafikon, amely a népszavazás és a nagy politikai pártok által a 2005-ös Egyesült Királyságbeli általános választásokon szerzett mandátumok közötti különbséget mutatja

A Duverger-törvény egy olyan elmélet, amely szerint a relatív többségi szabályt használó választókerületekben elegendő idő elteltével kétpártrendszer lesz.
A relatív többségi szavazás általában nagyobb mértékben csökkenti a politikai pártok számát, mint a legtöbb más módszer, így valószínűbb, hogy egyetlen párt megszerzi a parlamenti helyek többségét. (Az Egyesült Királyságban az 1922 óta lezajlott 27 parlamenti választásból 22-n egypárti többségi kormány alakult ki)
Ezenkívül az egypárti kormányzás nagyobb valószínűséggel vezet radikális változásokhoz a kormány politikájában, még akkor is, ha a változtatásokat csak a választók relatív többségi vagy esetleg csak kicsivel több, mint abszolút többsége támogatja. Többpárti (koalíciós) rendszerben általában nagyobb konszenzusra van szükség ahhoz, hogy drámai változásokat hajtsanak végre irányelv.

### Elpazarolt szavazatok
Elpazarolt szavazatok azokra a jelöltekre adott szavazatok, akik gyakorlatilag biztosan veszítenek és az győztes jelöltekre leadott többletszavazatok. Például a 2005-ösbrit parlamenti választáson a szavazatok 52%-a vesztes jelöltekre érkezett, 18%-a pedig többletszavazat volt, ami összesen 70%-nyi elpazarolt szavazatot jelent. Talán ez a legalapvetőbb kritika az relatív többségi szavazással szemben, mivel a szavazatok nagy többsége nem feltétlenül játszik szerepet az eredmény meghatározásában. Az alternatív választási rendszerek megpróbálják biztosítani, hogy szinte az összes szavazat hatékonyan befolyásolja az eredményt, ami minimálisra csökkenti a szavazatpazarlást.

### Manipulációs vádak
A spoiler jelöltek jelenléte gyakran felkelti a gyanút, hogy manipulációra került sor, például lehet, hogy a spoiler ösztönzést kapott az indulásra (kamujelölt), hogy megossza a szavazatokat egy másik jelölt javára. Egy spoiler is kieshet az utolsó pillanatban, ami azt a vádat indukálja, hogy egy ilyen cselekedet kezdettől fogva szándékos volt.

### Spoiler hatás
A spoiler hatás a szavazatok megoszlása a jelöltek vagy a hasonló ideológiájú szavazási kérdések között. Egy spoiler jelölt jelenléte a választásokon egy hasonló nézetekkel rendelkező jelentős jelölt szavazatait csökkenti, ami egy ellenfelél győzelmét okozhatja.

## Lásd még
- Kocka szabály
- Arányos képviselet
- Blokkszavazás
- Elfogadó szavazás
- Pontszavazás
- Egyetlen, nem-átruházható szavazat
- Kétfordulós szavazás
- Politika portál (wikipédia)

## Fordítás
- Ez a szócikk részben vagy egészben  a   Plurality voting című angol Wikipédia-szócikk fordításán alapul.  Az eredeti cikk szerkesztőit annak laptörténete sorolja fel. Ez a jelzés csupán a megfogalmazás eredetét és a szerzői jogokat jelzi, nem szolgál a cikkben szereplő információk forrásmegjelöléseként.